# Jorge Villasante Araníbar
Jorge Elisban Villasante Araníbar (Paucartambo, 7 de abril de 1962) es un abogado y político peruano. Miembro del Partido Aprista Peruano, fue ministro de Agricultura, ministro de la Producción y ministro de Trabajo durante el segundo gobierno de Alan García.

## Biografía
Nació en el Cusco, el 7 de abril de 1962.
Es abogado de profesión y miembro del Partido Aprista Peruano.
Se inició en la política como candidato a la Cámara de Diputados en representación del Departamento del Cusco en 1990, sin embargo, no resultó elegido. De igual manera en su candidatura a la alcaldía del distrito de San Sebastián en 2002 y cuando postuló al Gobierno Regional del Cusco en las elecciones regionales del 2006.
Durante el segundo gobierno de Alan García, Villasante se desempeñaba como viceministro de Trabajo.

### Ministro de Trabajo
El 4 de octubre del 2008, Villasante fue nombrado por Alan García como ministro de Trabajo y Promoción del Empleo, en reemplazo de Mario Pasco, quien el viernes 3 de octubre presentó su renuncia debido al traspaso de la competencia sobre las micro y pequeñas empresas (MYPE) al Ministerio de la Producción.

#### Ratificación
Después del escándalo, que propició la renuncia de todo el gabinete ministerial, presidido por Jorge del Castillo, Villasante fue ratificado en su cartera, por el entonces presidente del Consejo de Ministros, Yehude Simon.
Fue nombrado luego como director ejecutivo del Fondo Nacional de Financiamiento de la Actividad Empresarial del Estado (Fonafe).

### Ministro de la Producción
El 14 de septiembre del 2010, asumió la cartera de la Producción en el gabinete presidido por José Antonio Chang, reemplazando al ingeniero José Nicanor Gonzáles Quijano. Se mantuvo en dicho cargo hasta el 13 de mayo del 2011, cuando pasó a ser titular del ministerio de Agricultura y fue reemplazado por Luis Nava.

### Ministro de Agricultura
El 13 de mayo del 2011, Villasante juró como ministro de Agricultura, convirtiéndose en el último ministro de dicho portafolio del segundo gobierno de García.